# Okręg wyborczy nr 36 do Senatu Rzeczypospolitej Polskiej
Okręg wyborczy nr 36 do Senatu Rzeczypospolitej Polskiej obejmuje obszar powiatów limanowskiego, nowotarskiego i tatrzańskiego (województwo małopolskie). Wybierany jest w nim 1 senator na zasadzie większości względnej.
Utworzony został w 2011 na podstawie Kodeksu wyborczego. Po raz pierwszy zorganizowano w nim wybory 9 października 2011. Wcześniej obszar okręgu nr 36 należał do okręgu nr 13.
Siedzibą okręgowej komisji wyborczej jest Nowy Sącz.

## Reprezentanci okręgu
| Rok  | Rok  | Senator              | Komitet wyborczy         |
| ---- | ---- | -------------------- | ------------------------ |
|      | 2011 | Stanisław Hodorowicz | Platforma Obywatelska RP |
|      | 2015 | Jan Hamerski         | Prawo i Sprawiedliwość   |
| 2019 |      | Jan Hamerski         | Prawo i Sprawiedliwość   |
| 2023 |      | Jan Hamerski         | Prawo i Sprawiedliwość   |

## Wyniki wyborów
Symbolem „●” oznaczono senatorów ubiegających się o reelekcję.

### Wybory parlamentarne 2011
| Kandydat                                                                                      | Kandydat             | Komitet wyborczy                                | Głosów | Głosów | Głosów |
| Kandydat                                                                                      | Kandydat             | Komitet wyborczy                                | Liczba | %      | +/–    |
| --------------------------------------------------------------------------------------------- | -------------------- | ----------------------------------------------- | ------ | ------ | ------ |
|                                                                                               | Stanisław Hodorowicz | Platforma Obywatelska RP                        | 45 938 | 35,28  | –      |
|                                                                                               | Jan Hamerski         | KWW Podhalanie                                  | 38 243 | 29,37  | –      |
|                                                                                               | Tadeusz Skorupa ●    | KWW Tadeusza Skorupy                            | 25 801 | 19,81  | –      |
|                                                                                               | Anna Wilk            | KWW Obywatelskich List Wyborczych Nowego Ekranu | 20 235 | 15,54  | –      |
| Frekwencja: 46,10% Liczba głosów ważnych: 130 217 (96,14%) Źródło: Państwowa Komisja Wyborcza |                      |                                                 |        |        |        |

● Tadeusz Skorupa reprezentował w Senacie VII kadencji (2007–2011) okręg nr 13.

### Wybory parlamentarne 2015
| Kandydat                                                                                      | Kandydat               | Komitet wyborczy              | Głosów | Głosów | Głosów |
| Kandydat                                                                                      | Kandydat               | Komitet wyborczy              | Liczba | %      | +/–    |
| --------------------------------------------------------------------------------------------- | ---------------------- | ----------------------------- | ------ | ------ | ------ |
|                                                                                               | Jan Hamerski           | Prawo i Sprawiedliwość        | 86 955 | 60,38  | –      |
|                                                                                               | Stanisław Hodorowicz ● | Platforma Obywatelska RP      | 34 663 | 24,07  | –11,21 |
|                                                                                               | Bogusław Waksmundzki   | KWW Razem Podhale Spisz Orawa | 22 390 | 15,55  | –      |
| Frekwencja: 49,63% Liczba głosów ważnych: 144 008 (96,96%) Źródło: Państwowa Komisja Wyborcza |                        |                               |        |        |        |

### Wybory parlamentarne 2019
| Kandydat                                                                                      | Kandydat             | Komitet wyborczy              | Głosów  | Głosów | Głosów |
| Kandydat                                                                                      | Kandydat             | Komitet wyborczy              | Liczba  | %      | +/–    |
| --------------------------------------------------------------------------------------------- | -------------------- | ----------------------------- | ------- | ------ | ------ |
|                                                                                               | Jan Hamerski ●       | Prawo i Sprawiedliwość        | 113 454 | 65,35  | +4,97  |
|                                                                                               | Bronisław Dutka      | Polskie Stronnictwo Ludowe    | 33 879  | 19,51  | –      |
|                                                                                               | Bogusław Waksmundzki | KWW Razem Podhale Spisz Orawa | 26 273  | 15,13  | –0,42  |
| Frekwencja: 58,05% Liczba głosów ważnych: 173 606 (97,93%) Źródło: Państwowa Komisja Wyborcza |                      |                               |         |        |        |

### Wybory parlamentarne 2023
| Kandydat                                                                                      | Kandydat             | Komitet wyborczy                     | Głosów  | Głosów | Głosów |
| Kandydat                                                                                      | Kandydat             | Komitet wyborczy                     | Liczba  | %      | +/–    |
| --------------------------------------------------------------------------------------------- | -------------------- | ------------------------------------ | ------- | ------ | ------ |
|                                                                                               | Jan Hamerski ●       | Prawo i Sprawiedliwość               | 109 899 | 54,14  | –11,21 |
|                                                                                               | Bogusław Waksmundzki | KWW Kandydat Ziem Górskich           | 57 297  | 28,22  | –      |
|                                                                                               | Krzysztof Chmura     | Konfederacja Wolność i Niepodległość | 35 811  | 17,64  | –      |
| Frekwencja: 69,27% Liczba głosów ważnych: 203 007 (96,70%) Źródło: Państwowa Komisja Wyborcza |                      |                                      |         |        |        |